# Varbergs Boll och Idrottsällskap
O Varbergs Boll och Idrottsällskap FC, vulgarmente conhecido como Varbergs Bois FC ou simplesmente Varberg ( ouça a pronúncia), é um clube de futebol da Suécia, sediado na cidade de Varberg, no sudoeste do país. 

Disputa os seus jogos em casa no estádio  Påskbergsvallen (antes chamado Varberg Energi Arena) com capacidade para 3 000 pessoas.

O clube foi fundado em 1925.

Atualmente (2023) disputa o Allsvenskan, a primeira divisão de futebol da Suécia.                                

Dispõe de uma equipa feminina chamada Varbergs BoIS FC dam.

## Elenco Atual
Atualizado em 10 de Janeiro de 2015
Nota: Bandeiras indicam equipe nacional, conforme definido pelas regras de elegibilidade da FIFA. Os jogadores podem ter mais de uma nacionalidade não-FIFA.
| N.º |                    | Posição | Jogador                                      |
| --- | ------------------ | ------- | -------------------------------------------- |
| 1   | Suécia             | G       | Peter Dahlberg                               |
| 2   | Suécia             | D       | Erik Lund                                    |
| 3   | Suécia             | D       | Pär Asp                                      |
| 4   | Suécia             | D       | Thommie Persson (vice capitão)               |
| 5   | Suécia             | D       | Anton Tideman                                |
| 6   | Suécia             | M       | Elias Andersson (emprestado Helsingborgs IF) |
| 7   | Suécia             | M       | Arbios Mzi                                   |
| 8   | Suécia             | M       | Peter Nyström                                |
| 9   | Suécia             | A       | Ajsel Kujović                                |
| 10  | Suécia             | M       | Ardian Rexhepi                               |
| 11  | Suécia             | M       | Robin Tranberg (capitão)                     |
| 12  | Macedónia do Norte | M       | Eduard Zuta                                  |

| N.º |         | Posição | Jogador           |
| --- | ------- | ------- | ----------------- |
| 14  | Suécia  | M       | Valmir Zekolli    |
| 15  | Suécia  | D       | Anton Liljenbäck  |
| 16  | Nigéria | A       | Nsima Peter       |
| 17  | Noruega | M       | Mats André Kaland |
| 18  | Suécia  | M       | Joakim Lindner    |
| 19  | Suécia  | A       | David Johannesson |
| 20  | Suécia  | D       | Martin Ingesson   |
| 21  | Suécia  | M       | Karl Söderström   |
| 22  | Suécia  | A       | Joel Palmqvist    |
| 25  | Suécia  | A       | Oliver Nåfors     |
| 31  | Suécia  | G       | Joakim Wulff      |
| 41  | Suécia  | G       | Labinot Murati    |

## Uniformes

### 1º Uniforme
| 2020 | 2018–2019 | 2016–2017 |

### 2º Uniforme
| 2020 | 2018–2019 | 2016–2017 |